# (37731) 1996 TY64
1996 TY64 (asteroide 37731) é um asteroide da cintura principal. Possui uma excentricidade de 0.13806140 e uma inclinação de 0.21843º.
Este asteroide foi descoberto no dia 5 de outubro de 1996 por Beijing Schmidt CCD Asteroid Program em Xinglong.